# 直布羅陀大猶太會堂

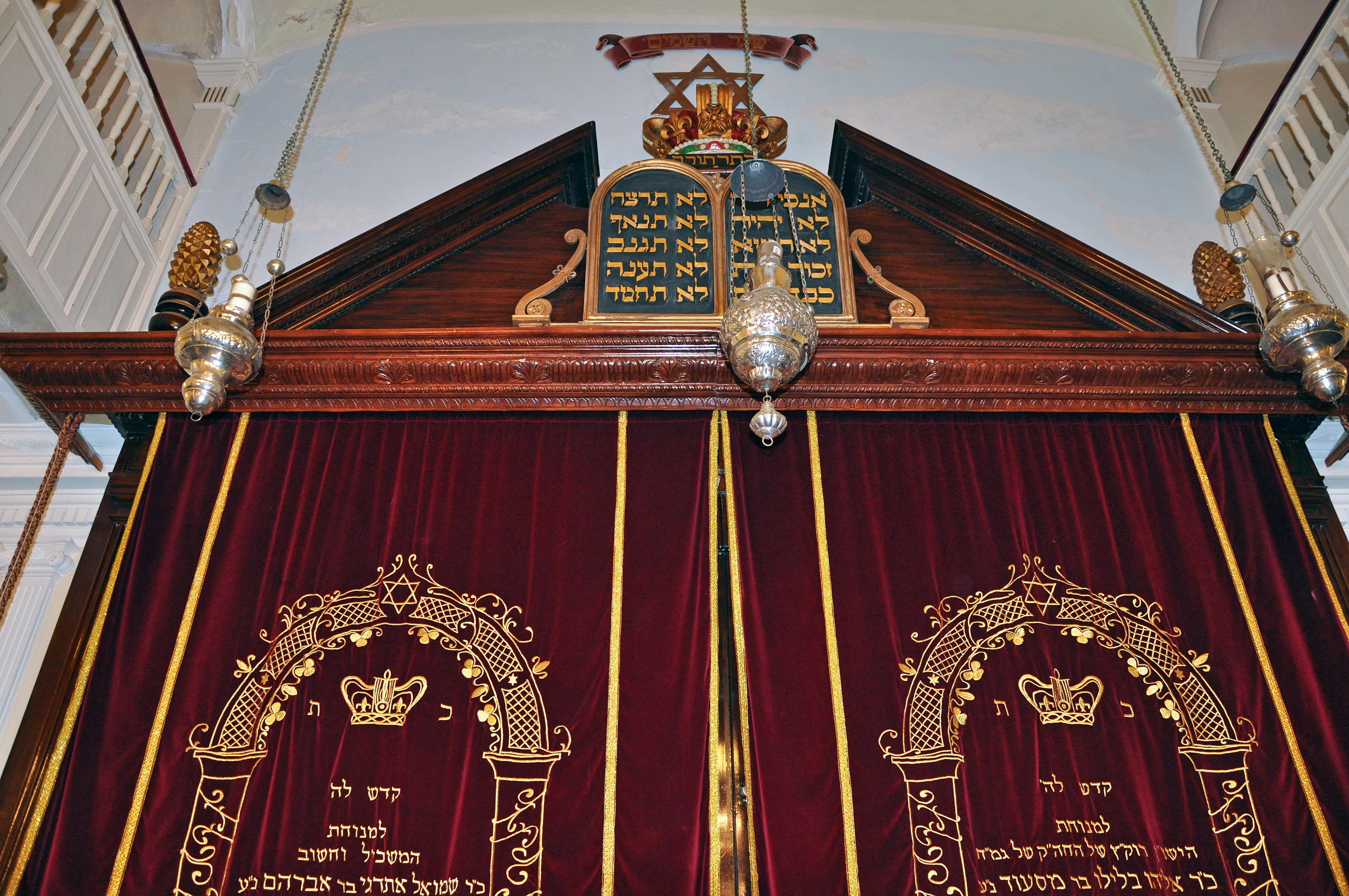

大猶太會堂（英語：Great Synagogue of Gibraltar、希伯來語：‎）是位於直布羅陀的一座猶太會堂。該會堂是1492年西班牙、1497年葡萄牙發布禁令後，首個修建在伊比利亞半島的猶太會堂。大猶太會堂創建於1724年。